# Смисълът на живота
 Тази статия е за българския филм.  За британския филм вижте Смисълът на живота според Монти Пайтън.  
„Смисълът на живота“ е български телевизионен игрален филм (драма) от 2004 година, по сценарий и режисура на Красимир Крумов. Оператор е Емил Христов. Музиката е на Георги Арнаудов. Художник е Ирина Стойчева.

## Сюжет
Дванадесет годишният Кирчо е смутен от слуховете за възможен Апокалипсис. Той търси отговор на мъчителните въпроси от майка си, от учителката по биология, бившия астроном, свещеника, а накрая попаднал в болницата, от лекарката и психиатъра. Вместо очакваното облекчение, тези разговори само засилват страховете на Кирчо и ги правят нетърпими. И тогава в най-тежкия момент, останал сам, той неочаквано открива светлата радост да живееш, да си потребен някому...

## Актьорски състав
| Роля             | Изпълнител         |
| ---------------- | ------------------ |
| Кирчо            | Борис Кашев        |
| попът            | Иван Кондов        |
| майката на Кирчо | Радена Вълканова   |
| бащата на Кирчо  | Николай Урумов     |
|                  | Радосвета Василева |
|                  | Красимир Доков     |
|                  | Николай Мутафчиев  |
|                  | Мариана Жикич      |
|                  | Адриана Андреева   |
|                  | Валери Малчев      |
|                  | Вълчо Камарашев    |
|                  | Румен Трайков      |

## Награди
- Наградата на Концерна „Мосфилм“ на 29 МТФ „Златната ракла“, (Пловдив, 2004).
- Наградата за операторско майсторство на Емил Христов на 29 МТФ, (Пловдив, 2004).
- Наградата на Асоциацията на българските оператори на Емил Христов на 9 МФФ, София филм фест, (София, 2005).